# دونزالی ابرناتی
دونزالی ابرناتی (انگلیسی: Donzaleigh Avis Abernathy؛ زادهٔ ۵ اوت ۱۹۵۷) یک بازیگر، تهیه‌کننده، کارگردان و نویسنده اهل ایالات متحده آمریکا است.